# Xochimilco
Xochimilco (hiszp. wym. [sotʃiˈmilko], nah. Xōchimīlco, wym. [ʃoːtʃiˈmiːlko]) – jedna z szesnastu dzielnic Dystryktu Federalnego (miasta Meksyk). Położona w południowej części stolicy Meksyku, od północy graniczy z dzielnicami Coyoacán i Iztapalapa, od wschodu z Tláhuac, od południowego zachodu z Milpa Alta i od zachodu z Tlalpan. Powierzchnia dzielnicy wynosi 122 km², co lokuje ją na trzecim miejscu pod względem wielkości w Dystrykcie Federalnym.
Xochimilco jest znane głównie ze stosowanego tu charakterystycznego sposobu uprawy na poletkach zwanych chinampas oraz utrzymywania dawnych tradycji wiejskich, mimo tego, że od dawna jest już częścią metropolii miasta Meksyk. Nakręcone w dzielnicy filmy, takie jak klasyczna Maria Candelaria (1944), przyczyniły się do utrwalenia romantycznego wizerunku Xochimilco, zgodnie z którym jego mieszkańcy pływają po kanałach w ukwieconych łódkach zwanych trajineras i mieszkają wśród chinampas pokrytych kukurydzą i kwiatami. Obecnie rolnictwo w Xochimilco nie ma już takiego znaczenia (choć nadal jest istotne), a kanały stanowią niewielki fragment obszaru, który zajmowały w przeszłości.
W 1987 roku obszar poletek chinampas w Xochimilco został wpisany na listę światowego dziedzictwa UNESCO razem z historycznym centrum Meksyku. Przynajmniej dwukrotnie pojawiło się zagrożenie, że Xochimilco zostanie usunięte z listy UNESCO z powodu zniszczenia strefy chinampas i zagrożenia dla całego regionu, jakie niesie ze sobą rozwój urbanizacyjny stolicy Meksyku.
Od 28 września 2019 siedziba rzymskokatolickiej diecezji Xochimilco.

## Pochodzenie nazwy
Xochimilco to słowo, które pochodzi z języka nahuatl i oznacza Miejsce kwiecistego pola. Wywodzi się ze słów: xóchitl = kwiat; milli = pole uprawne; i -co = sufiks od słowa „miejsce”. Symbolem Xochimilco jest spulchniona ziemia z dwoma kwitnącymi krzewami.

## Geografia
| Najwyższe wzniesienia Xochimilco |          |
| Nazwa                            | Wysokość |
| wulkan Teuhtli                   | 2710     |
| wulkan Tzompol                   | 2650     |
| wzgórze Xochitepec               | 2500     |
| wzgórze Tlacuallelli             | 2420     |

Xochimilco ma powierzchnię 118 km², co stanowi 7,9% powierzchni całego Dystryktu Federalnego. Współrzędne geograficzne to 19°19′-19°09′N (długość geograficzna) 99°00′-99°09′E (szerokość geograficzna). Dzielnice, z którymi graniczy Xochimilco, zostały wymienione we wstępie artykułu.
Północna część dzielnicy Xochimilco leży w niecce dawnego jeziora Xochimilco, obecnie zredukowanego tylko do kilku kanałów, które na terenie San Gregorio Atlapulco i Xochimilco tworzą strefę poletek chinampas i pastwisk gminnych należących do całej społeczności (ejido). Im dalej na południe, tym ukształtowanie terenu staje się bardziej strome. Na wysokości miejscowości San Lorenzo Atemoaya, Nativitas i San Gregorio Atlapulco brzeg dawnego jeziora, zajętego obecnie przez tereny miejskie, otoczony jest nawet niewysokimi klifami.
Większość dzielnicy Xochimilco położona jest na wysokości pomiędzy 2240 (średnia wysokość doliny Meksyku) a 2400 m n.p.m. Obszar dawnego jeziora Xochimilco otoczony jest niewielkimi wzgórzami, które ku południu są coraz wyższe, by w końcu osiągnąć wysokość nawet 3 tys. metrów nad poziomem morza. Terytorium Xochimilco osiąga takie wysokości na obszarze, który na mapie klinem wbija się pomiędzy dzielnice Milpa Alta i Tlalpan. Najwyższym szczytem na tym terenie jest wulkan Axocopiaxco.
Mniejszą wysokość mają położone na zachodzie wzgórza Xochitepec oraz leżące na środkowym południu wzgórza Tzompol (w pobliżu wulkanu Cuauhtzin) i Tlacuallelli, a także wulkan Teuhtli, w którego kraterze zbiegają się granice pomiędzy Xochimilco, Milpa Alta i Tláhuac. Wszystkie te wzgórza tworzą pierwszą linię łańcucha górskiego, który stanowi południową granicę Dystryktu Federalnego, a największą wysokość osiąga na linii granicznej pomiędzy Morelos i stolicą Meksyku.
Pod względem geologicznym, całe terytorium Xochimilco należy do podprowincji 57 Jezior i Wulkanów Anáhuac, wchodzącej w skład prowincji Kordyliery Wulkanicznej. Na obszarze Xochimilco można wyróżnić pięć form ukształtowania terenu, przy czym dominującym krajobrazem są góry stratowulkaniczne, które zajmują 42% terytorium dzielnicy. Taka forma terenu występuje w okolicy wzgórza Xochitepec i wulkanu Tzompol, a także rozległego zbocza wulkanu Teuhtli. Drugą pod względem ważności formą ukształtowania terenu Xochimilco są płaskowyże wulkaniczne i badlandy zajmujące 27% jego powierzchni. Ten typ rzeźby terenu odpowiada obszarowi podnóża wulkanu Tzompol i wzgórza Tlacuallelli, położonych w południowej części terytorium Xochimilco. Na pozostałym terenie wyróżnia się trzy typy równin. Obszar należący do niecki dawnego jeziora Xochimilco, dzisiaj zajętego przez poletka chinampas, stanowiący 18% powierzchni, zalicza się do równin jeziornych. Kolejne 12% to równina aluwialna przy brzegu jeziora, która zaznacza granicę pomiędzy doliną a pasmem górskim. Pozostały 1% to zasolona równina jeziorna; część ta, o powierzchni niewiele większej od 1 km², rozciąga się na granicy pomiędzy Xochimilco a Tláhuac i Iztapalapa.

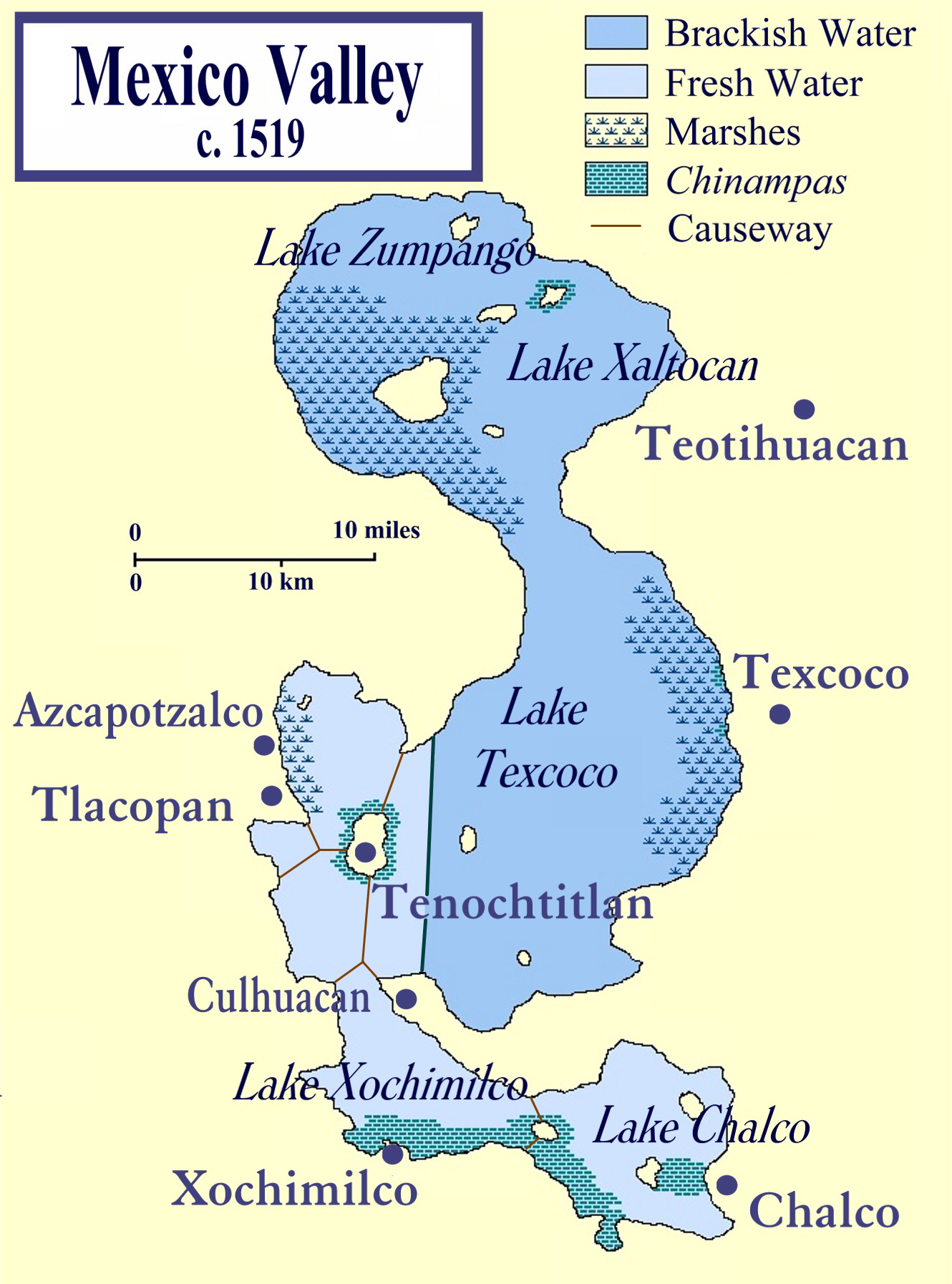
Jezioro Texcoco

Główna część powierzchni dzielnicy Xochimilco została ukształtowana w czwartorzędzie. Z tego okresu geologicznego wywodzi się ponad 87% powierzchni dzielnicy. Przeważają gleby powstałe z osadów jeziornych, obejmujące obszar dawnego dna jeziora Xochimilco i zajmujące 30% powierzchni dzielnicy. Skały bazaltowe pokrywają 29% terytorium. Znacznie młodsze są niewielkie obszary powierzchni powstałe podczas trzeciorzędu. Takie pochodzenie mają środkowe i wysokie partie zbocza wulkanu Teuhtli oraz płaskowyż rozciągający się pomiędzy wzgórzem Xochitepec i górami Ajusco. W większości występuje tu podłoże andezytowe.
Gleby przeważające w Xochimilco to czarne ziemie i gleby bagienne (histosole). Pokrywają one blisko połowę powierzchni dzielnicy.
Xochimilco należy do obszaru hydrologicznego rzeki Pánuco. Jest częścią zlewni jeziora Texcoco-Zumpango, dorzecza rzek Moctezuma, Tula i Pánuco. Na północy terytorium znajdują się pozostałości jeziora Xochimilco zredukowane do kanałów oddzielających od siebie poletka chinampas. Swoją długością wyróżnia się kanał Nacional (hiszp. „Narodowy”), który rozciąga się w kierunku północnym aż do rzeki Churubusco i jest częścią systemu odwadniającego nieckę doliny Meksyku. Inny ważny kanał, Chalco, zaczyna się na wysokości Culhuacán i stanowi linię graniczną pomiędzy Xochimilco oraz sąsiednimi dzielnicami Iztapalapa i Tláhuac. Kanał ten zbiera wody z rzeki Amecameca i odprowadza je aż do rzeki Churubusco za pośrednictwem wspomnianego kanału Nacional.
W 1995 roku stworzono sztuczne jezioro na bagnach Cuemanco, jako część ekologicznego parku Xochimilco. Jezioro to, noszące nazwę Huetzalin, zasilane jest oczyszczonymi wodami ze wzgórza Cerro de la Estrella (hiszp. „Wzgórze Gwiazdy”) i poprzez kanał Cuemanco (jedno z odgałęzień tego kanału tworzy olimpijski tor kajakowy imienia Virgilio Uribe) łączy się z system kanałów Xochimilco. Obok jeziora Huetzalin znajduje się zbiornik regulacyjny i małe jezioro zwane la laguna del Toro (hiszp. „jezioro Byka”).
Ponadto do dzielnicy Xochimilco wpływają jeszcze dwie małe rzeki, które kiedyś zasilały jezioro. Są to rzeki: Santiago i Tlatempa, spływające ze zbocza góry Chichinauhtzin. Obecnie wody tych rzek wpadają do innego zbiornika regulacyjnego, zwanego San Lucas.
W dzielnicy Xochimilco występują cztery różne mikroklimaty. Trzy z nich można zaklasyfikować do klimatów umiarkowanych półwilgotnych (charakterystycznych dla doliny Meksyku), aczkolwiek różnią się od siebie poziomem opadów. Mikroklimaty te występują na ponad 98% powierzchni, od północy aż do wysokości 2800 m n.p.m. na południu, w pobliżu San Francisco Tlalnepantla. W tym miejscu klimat się zmienia, robi się bardziej zimny i wilgotny, ale nie zamienia się jeszcze w klimat wysokogórski.

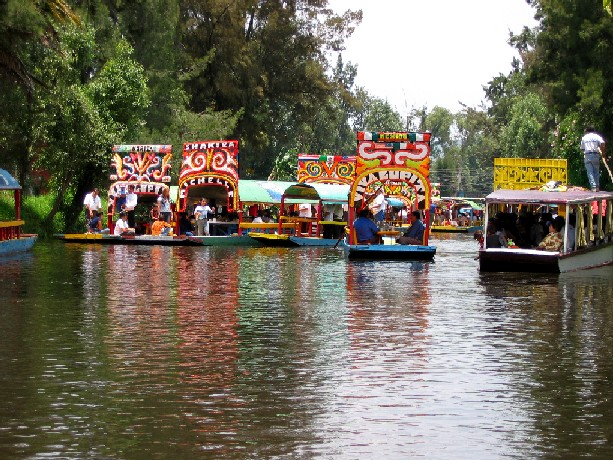
Kanały Xochimilco

Do całkowitej rezygnacji z wykorzystywania łódek trajineras w handlu pomiędzy Xochimilco i Meksykiem przyczyniło się kilka wydarzeń. Zaczęło się od tego, że rząd Porfirio Díaza zadecydował o doprowadzeniu do stolicy wód źródlanych z Atlapulco, Xochimilco i Atemoaya. Prace rozpoczęto w 1900 roku i zakończono 12 lat później. Miały na celu dostarczanie większej ilości wody pitnej do miasta w związku z wyczerpaniem się źródeł z Chapultepec i gór Cruces. Akwedukt Xochimilco funkcjonował do 1940 roku. Dwa lata wcześniej ostatecznie zamknięto kanał Viga, jedyne połączenie pomiędzy południowymi poletkami chinampas i miastem Meksyk. Nie tylko uniemożliwiło to komunikację wodną, ale też zniszczyło obszary pól chinampas wokół wiosek dzielnicy Iztacalco i w zachodniej części Iztapalapa.

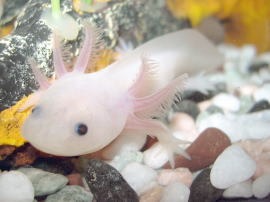
Ambystoma meksykańska

Pozbawienie jeziora Xochimilco jego naturalnych wód zasilających spowodowało drastyczne obniżenie poziomu lustra wody. Wpływające dotychczas do jeziora wody źródlane zostały zastąpione przez brudną, źle oczyszczaną wodę, co zmieniło kanały opływające poletka chinampas w siedlisko zarazków i nieomal unicestwiło lokalne ekosystemy.
Charakterystyczne dla fauny jeziora Xochimilco są ambystomy meksykańskie, endemiczny gatunek płaza, który nie przechodzi przeobrażenia w osobnika dorosłego i przez całe życie oddycha skrzelami.
| Mapy geograficzne Xochimilco       |              |
|                                    |              |
| Rzeźba terenu i mapa hydrologiczna | Mikroklimaty |

## Historia

### Epoka prekolumbijska
Najstarsze zapiski o zamieszkiwaniu przez ludzi terytorium obecnego Xochimilco pochodzą z mezoamerykańskiego okresu preklasycznego. Przypuszcza się, że mieszkańcy tych terenów najprawdopodobniej związani byli z kulturą Cuicuilco, jednego z pierwszych ośrodków miejskich na południu Kotliny Meksykańskiej. W okresie klasycznym jednak spora część ludności zamieszkującej dolinę Meksyku przeniosła się do miasta Teotihuacan, na północny wschód od jeziora Texcoco. W wyniku tego, terytorium dzisiejszego Xochimilco stało się praktycznie wyludnione i pozostawało pod wpływem politycznym Miasta Bogów.
Po upadku Teotihuacan, część mieszkańców tego miasta przeniosła się na tereny Xochimilco. Od X wieku zaczęły do nich dołączać niektóre plemiona Chichimeków z północy Mezoameryki. Chichimekowie opuszczali swoje miejsca zamieszkania z powodu dotkliwej suszy, która pod koniec okresu klasycznego dotknęła cały region, a także w wyniku wypierania ich na północnych granicach Mezoameryki przez grupy plemion koczowniczych i wojowniczych z Aridoameryki.
Jednym z plemion koczowniczych, które pomiędzy X i XIV wiekiem dotarły do serca Mezoameryki, byli Xochimilkowie. To oni w X wieku wznieśli ośrodek kultu Cuahilama, położony blisko obecnego miasteczka Santa Cruz Acalpixca. W okolicach tego miejsca odkryto liczne prekolumbijskie petroglify, którym przypisuje się znaczenie religijne. Osiedliwszy się w Cuahilama, Xochimilkowie zajęli również południowy brzeg jeziora Xochimilco, dwie wyspy: Tláhuac i Mixquic i tereny w kierunku pasma górskiego Ajusco-Chichinauhtzin.
To właśnie plemieniu Xochimilca przypisuje się wynalezienie metody uprawy znanej jako chinampa i założenie Xochimilco, chociaż istnieją również hipotezy twierdzące, że chinampa jest dużo starszym wynalazkiem, który jedynie między XI i XIV wiekiem zaczął być lepiej wykorzystywany przez nowo przybyłych przedstawicieli plemion używających języka nahuatl. Chinampa to technika uprawy charakterystyczna dla obszaru jezior centralnego Meksyku, opierająca się na budowie poletek na płyciznach jeziora poprzez nagromadzenie mułu z jego dna.
Aztekowie zaliczali do swojej rodziny wiele plemion żyjących na brzegach jezior doliny Meksyku i uważali, że wszyscy razem pochodzą z mitycznego Chicomóztoc. Na Wstędze Wędrówki widać, że w momencie wyjścia z Aztlán Aztekom towarzyszyło plemię, którego glif był taki sam jak symbol oznaczający Xochimilco. Jednak kiedy Aztekowie dotarli do doliny Meksyku, Xochimilkowie byli już zadomowieni na jej południowych obszarach. Jako najemnicy Coxcoxa, władcy Culhuacán (dzisiejszy obszar Iztapalapa), Aztekowie rozpoczęli wojnę przeciwko zajmującym się uprawą chinampa plemionom z Xochimilco i Tláhuac. W 1323 pokonali Acatonalli, władcę Xochimilco, które tym sposobem zostało przyłączone do kręgu wpływów politycznych Culhuacán. Dzięki temu wydarzeniu Aztekowie wyzwolili się spod brzemienia Culhuacán. Coxcox oddał swoją córkę, Ilancuéitl, przywódcy Azteków, z którym miała wziąć ślub na znak sojuszu. Aztekowie ofiarowali ją jednak Xipe Tótecowi, co doprowadziło do wywołania działań wojennych pomiędzy Culhuacán i Aztekami, zakończonych w 1367 roku zwycięstwem Azteków, którzy zawiązali sojusz z Tekpanekami z Azcapotzalco.
W 1376 roku Xochimilco zostało ponownie podbite przez Azteków, którzy zamieszkiwali wtedy wyspę Tenochtitlán, pod panowaniem Tekpaneków. Tym razem jednak Aztekowie chcieli przyłączyć terytorium Xochimilco do Azcapotzalco. Mimo porozumienia zawartego z Tekpanekami, Aztekowie sprzymierzyli się z Texcoco w celu obalenia rządzącego w Azcapotzalco uzurpatora, Maxtla. Sprzymierzeńcy wygrali w 1428 roku. Dwa lata później Xochimilco stało się celem trzeciej kampanii azteckiej, która zakończyła się ostatecznym przejęciem władzy nad Xochimilco przez Tenochtitlán. Konsekwencją tego był fakt, że mieszkańcy Xochimilco byli zmuszani do prac przy budowie stolicy Azteków, w tym do wznoszenia budowli miejskich, takich jak akwedukt w Chapultepec, droga w Iztapalapa i mur w Nezahualcóyotl.

### Podbój Meksyku i epoka kolonialna
W historii podboju Meksyku Xochimilco zajęło szczególnie ważne miejsce. 16 kwietnia 1521 zostało zdobyte przez Hernána Cortésa i jego sprzymierzone wojska. Według legendy Cuauhtémoc wybrał się do Xochimilco w celu uzyskania pomocy w obronie Tenochtitlán. Po drodze, jak głosi opowieść, zasadził cypryśnik, który do dzisiaj rośnie w dzielnicy San Juan. Kroniki Indian podkreślają, że wszystkie plemiona żyjące na brzegu jeziora sprzymierzyły się z Hiszpanami, mając nadzieję na pokonanie Azteków i wyzwolenie się spod ich władzy. Xochimilco zostało zrównane z ziemią przez Hiszpanów podczas trzeciej fazy podboju Tenochtitlán, w wyniku której konkwistadorzy zajęli również miasta: Churubusco, Coyoacán, Oaxtepec i Cuernavaca.
Po zdobyciu Tenochtitlán, tlatoani Apochquiyauhtzin, ostatni władca Xochimilco, przeszedł na chrześcijaństwo (nie jest jasne czy został do tego zmuszony, czy zrobił to dobrowolnie) i w czasie chrztu, który odbył się 6 czerwca 1522, nadano mu imiona Luís Cortés Cerón de Alvarado, przyjął więc w ten sposób nazwiska konkwistadorów Cortésa i Alvarado. Po chrzcie indiańskiemu władcy pozwolono na dalsze sprawowanie rządów w Xochimilco, był jednak marionetką konkwistadorów. W rzeczywistości od razu po podboju Hernán Cortés oddał Xochimilco, jego ziemie i ludność w ręce Pedro de Alvarado i taki stan rzeczy trwał aż do jego śmierci w 1541 roku.
Ewangelizacją mieszkańców Xochimilco i okolicznych miejscowości zajęli się misjonarze franciszkańscy, wśród nich Martín de Valencia, Alfonso Paz, Juan de Nozarmendia, Bernardino de Sahagún. W latach 1534–1579 zbudowano klasztor franciszkański, który obecnie wchodzi w skład katedry w Xochimilco.
W 1559 roku Filip II Habsburg nadał miejscowości Xochimilco status miasta. Przy tej okazji Xochimilco zostało nazwane Szlachetnym miastem Xochimilco:
Zgodnie z naszą łaską oraz wolą decydujemy, że od tej chwili i w przyszłości wieś Xochimilco zwie się i tytułuje oraz będzie mogła zwać się i tytułować Szlachetnym Miastem Xochimilco oraz że będzie mogła korzystać ze względów, przywilejów i immunitetów, z których korzystają i powinny korzystać inne miasta naszych Indii. –  Filip II Habsburg, odpowiadając na petycję mieszkańców Xochimilco.
Brak zainteresowania ze strony władz kolonialnych stanem robót inżynieryjnych, dzięki którym istniały poletka chinampas nad jeziorem Xochimilco spowodował, że w 1609 roku plony zostały zalane przez powiększające się jezioro. Kilka lat wcześniej, w 1576 roku w Xochimilco wybuchła epidemia ospy (zwanej tu: hueycololiztli). Epidemia powtórzyła się w 1777 roku, w czasie poważnego kryzysu demograficznego XVIII wieku w Nowej Hiszpanii.
Xochimilco prowadziło intensywny handel z miastem Meksyk i było również punktem pośrednim na szlaku, jaki przemierzały łodzie trajineras płynące do stolicy Nowej Hiszpanii z miejscowości położonych nad brzegami jezior znajdujących się bardziej na wschód. Ponieważ w połowie XVI wieku doszło do odizolowania jezior na południu doliny Meksyku, jedynym szlakiem wodnym łączącym Xochimilco ze stolicą stał się kanał Viga.

### XIX i XX wiek
Po zdobyciu przez Meksyk niepodległości Xochimilco stało się częścią stanu Meksyk. Najważniejszą działalnością Xochimilco w dalszym ciągu było rolnictwo. Plony przewożono łódkami trajineras z poletek chinampas na główne targowiska miasta Meksyk, takie jak La Merced i Jamaica. W 1850 została otwarta pierwsza linia kolei parowej, co umocniło wymianę handlową między obydwoma miastami. Jednak do czasu uruchomienia linii tramwaju elektrycznego w 1908, głównym sposobem przemieszczania się z południa do centrum doliny Meksyku pozostawała podróż w trajineras.

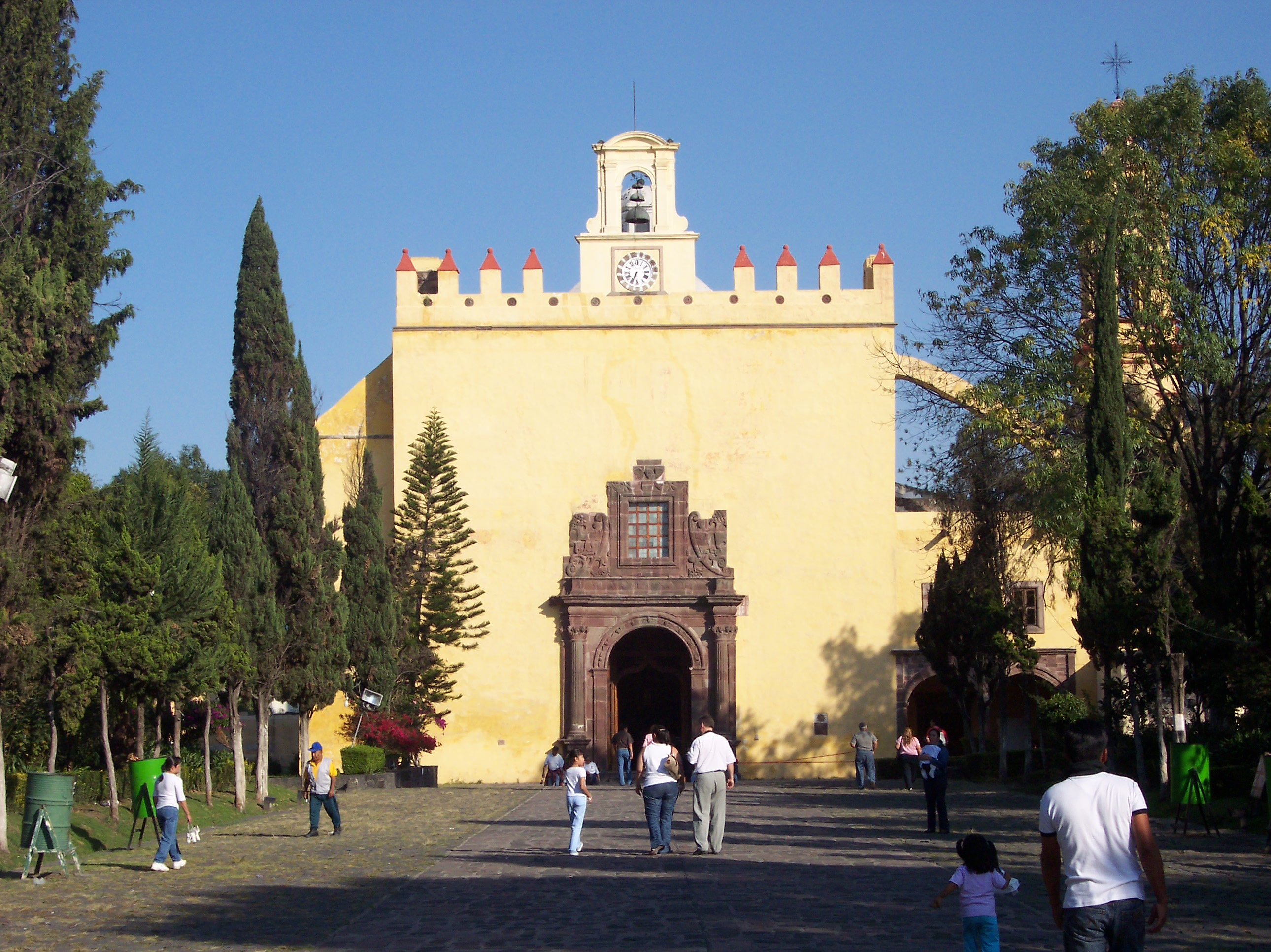
Kościół św. Bernardyna w Xochimilco.

Podczas rewolucji meksykańskiej (1911–1917), Xochimilco było okupowane przez wszystkie strony biorące udział w wojnie. W 1911 na terytorium Dystryktu Federalnego wkroczyli zapatyści ze stanu Morelos. Chociaż swoją kwaterę założyli w Milpa Alta, zajęli także wiele miejscowości na terenie gminy Xochimilco, włącznie z jej stolicą, która została zniszczona w wyniku podpalenia. W 1913 w miejscowości San Lucas Xochimanca kilku kadetów szkoły wojskowej Heroico Colegio Militar zostało zabitych przez siły wierne Victoriano Huercie. Rok później w budynku stojącym vis-à-vis targu głównego, w którym obecnie mieści się sklep obuwniczy, Emiliano Zapata i Pancho Villa podpisali tzw. plan z Xochimilco.
W 1938 komunikacja wodna pomiędzy Xochimilco i miastem Meksyk została przerwana z powodu zamknięcia kanału Viga. W 1968 wykonano prace urbanistyczne w ramach planu przygotowania Meksyku do igrzysk olimpijskich, które odbyły się w tym samym roku. Kanał Cuemanco został przekształcony w olimpijski tor kajakowy im. Virgilio Uribe, a na granicy z sąsiadującą od północy dzielnicą Tlalpan została zbudowana obwodnica, jedna z pierwszych dróg szybkiego ruchu w stolicy Meksyku. Mimo tych wszystkich działań, do pełnego połączenia Xochimilco w konurbację z miastem Meksyk doszło późno, dopiero w trzech ostatnich dekadach XX wieku.

## Polityka
Ustrój polityczny Xochimilco jest podobny do ustroju obowiązującego w pozostałych piętnastu dzielnicach Dystryktu Federalnego. Przed 2000 urzędnicy lokalnej administracji byli mianowani przez gubernatora Dystryktu Federalnego. Od roku 2000 mieszkańcy Xochimilco sami wybierają swoje władze lokalne. Jak w większości dzielnic Dystryktu Federalnego, trzy razy z rzędu wybory na przedstawiciela dzielnicy Xochimilco we władzach Dystryktu Federalnego zostały wygrane przez Partię Rewolucji Demokratycznej (PRD, Partido de la Revolución Democrática). Dzielnice Dystryktu Federalnego nie posiadają rady miejskiej i ich władza jest bardziej ograniczona niż w przypadku innych gmin. Na przykład w Xochimilco nie ma dzielnicowej policji, ponieważ utrzymywanie porządku leży w kompetencji władz Dystryktu Federalnego.
W Zgromadzeniu Ustawodawczym Dystryktu Federalnego (Asamblea Legislativa del Distrito Federal) Xochimilco jest reprezentowane przez dwóch deputowanych. Mieszkańcy Xochimilco wybierają także jednego posła do Kongresu Jedności (Congreso de la Unión). Te trzy stanowiska dla politycznych przedstawicieli dzielnicy obecnie (kadencja 2006–2009) również są zajmowane przez członków PRD.

### Prezydenci dzielnicy
- (2000–2003): Juan González Romero
- (2003–2006): Faustino Soto
- (2006–2009): Uriel González

## Demografia

### Dynamika populacji
W latach 1950–2005 liczba ludności w Xochimilco wzrastała w bardzo szybkim tempie, przekraczającym 200%. Według najstarszego zarejestrowanego spisu ludności, dzielnicę zamieszkiwało niecałe 50 000 osób. Zgodnie z ostatnim spisem, sporządzonym przez meksykański urząd statystyczny INEGI (Instituto Nacional de Estadística, Geografía e Informática) w 2005, liczba mieszkańców przekracza 400 000. Ludność Xochimilco skupia się głównie w pasie, który przebiega przez środek dzielnicy i rozszerza się na południu, w okolicach miejscowości San Francisco Tlalnepantla, opierającej się włączeniu do konurbacji Meksyku.
Stopa wzrostu liczby ludności Xochimilco jest jedną z największych w Dystrykcie Federalnym. Do Xochimilco licznie przeprowadzają się mieszkańcy innych dzielnic (głównie z centrum stolicy) oraz innych stanów Meksyku. Nowych mieszkańców dzielnicy przyciąga dostępność niezagospodarowanej jeszcze ziemi, Xochimilco odgrywa bowiem w mieście Meksyk rolę swego rodzaju rezerwy gruntów. Tym niemniej, główna część wolnej ziemi należy do stref rezerwatu ekologicznego, jak na przykład pastwiska gminne Xochimilco i San Gregorio Atlapulco czy rozciągające się na południu dzielnicy zbocza gór. Wśród gór wyrosły nowe, popularne dzielnice, które znajdują się jednak w strefach wysokiego ryzyka i w porze deszczowej zagraża im osuwanie się zboczy wzniesień.

### Wskaźniki demograficzne
- Wskaźnik Rozwoju Społecznego (HDI z ang. Human Development Index): Xochimilco ma jedną z najniższych wartości wskaźnika rozwoju społecznego w Dystrykcie Federalnym, ale pomimo tego nie spada ona poniżej wartości przyjętej jako minimalna dla społeczeństw wysoko rozwiniętych (0,8). Wartość HDI dla Xochimilco w 2005 wyniosła 0,8481, co oznacza, że zajmuje ono 13 miejsce wśród 16 dzielnic Dystryktu Federalnego. Dla porównania, w tym roku wartość HDI dla całego Dystryktu Federalnego wyniosła 0,9054, zaś średnia wartość dla dzielnic tego Dystryktu to 0,8748[8].

- Marginalizacja: Xochimilco jest również jedną z dzielnic Dystryktu Federalnego o największej marginalizacji społecznej. Zjawisko to nie występuje jednak w takim samym natężeniu na całym terytorium dzielnicy. Na północnym zachodzie, na granicy z Tlalpan i Coyoacán, znajdują się nowo powstałe osiedla, których mieszkańcy mają dostęp do wszelkich usług miejskich. Zamieszkują je głównie przedstawiciele klasy średniej, zarówno pod względem wykształcenia, jak i poziomu dochodów. Jednak w obszarach, gdzie ludność zajmuje się uprawą poletek chinampas, a także w znajdujących się w strefie łańcucha górskiego dzielnicach dla mniej zamożnych, występują olbrzymie obszary, w których utrudniony jest dostęp do wody pitnej, brak jest utwardzonych dróg i chodników, a poziom usług socjalnych jest niewystarczający. Problemy te stają się tym bardziej dotkliwe, im dalej dany obszar położony jest od centrum stolicy.

- Alfabetyzm: według danych z 2000 roku, wśród ludności powyżej 15 roku życia – 256 125 mieszkańców – czytać i pisać potrafi 246 238 osób. Stanowi to 96,13% populacji. Z takim wskaźnikiem Xochimilco lokuje się w pobliżu średniej dla stolicy, która według tego samego spisu wyniosła 97% alfabetyzmu. Analfabetyzm występuje znacznie częściej wśród kobiet niż mężczyzn. W Xochimilco 6640 kobiet powyżej 15. roku życia nie potrafi ani pisać ani czytać, podczas gdy wśród mężczyzn liczba osób niepotrafiących czytać i pisać wynosi 3 004.

Wśród osób potrafiących czytać i pisać 68% kontynuowało edukację na poziomie wyższym od podstawowego. Innymi słowy, po ukończeniu szkoły podstawowej osoby te uczęszczały do szkoły średniej przynajmniej przez jeden rok lub studiowały na uniwersytecie. W tej grupie ponad połowa posiada wykształcenie na poziomie wyższym-średnim (licencjat) lub wyższym (tytuł uniwersytecki). Według danych INEGI, kobiety, które osiągnęły ten poziom wykształcenia preferują karierę w administracji i telekomunikacji, mężczyźni natomiast skłaniają się ku gałęziom związanym z techniką.
- Języki autochtoniczne: W Meksyku w badaniach statystycznych dotyczących języków autochtonicznych uwzględnia się jedynie osoby w wieku powyżej 5 lat. Xochimilco to trzecia pod względem liczby osób używających języków indiańskich dzielnica w Dystrykcie Federalnym. Osoby mówiące tymi językami stanowią ponad 2% całkowitej liczby ludności, tj. około 8000 mieszkańców. Najczęściej używanym językiem tubylczym w Xochimilco jest náhuatl, którym mówi się w wielu rdzennych dla tego języka miejscowościach. Kolejne pod względem częstości używania są języki: mixteco, otomí i inne języki, w przypadku których liczba używających ich osób jest dość ograniczona.

## Usługi i infrastruktura

### Sieć dróg
W związku z późnym przyłączeniem do obszaru miejskiego, a także z powodu szczególnego ukształtowania terenu, Xochimilco posiada skomplikowaną sieć dróg. Na północy granica z Tlalpan jest zaznaczona przez przebiegającą tam obwodnicę stolicy, która ciągnie się aż do kanału Chalco na granicy z Iztapalapa. Główne drogi dojazdowe do Xochimilco to: aleja División del Norte (Dywizji Północnej) i droga Meksyk-Xochimilco. Ta pierwsza rozpoczyna się w centrum stolicy i podąża na południowy wschód aż do mostu Vaqueritos, który przed zbudowaniem drugiego poziomu obwodnicy był najdłuższym wiaduktem w mieście (1,1 km długości). Stamtąd aleja prowadzi do Xochimilco, aż do centrum dzielnicy, skąd podąża różnymi odnogami w kierunku miejscowości Tulyehualco na wschodzie i, przecinając Milpa Alta, w kierunku Oaxtepec w stanie Morelos. Drugie połączenie, droga Meksyk – Xochimilco, rozpoczyna się w Huipulco, w pobliżu stadionu Azteków, i wkracza do Xochimilco przez miejscowość Santa María Tepepan. Również ta droga prowadzi do centrum dzielnicy, chociaż niektóre jej odnogi południowe przebiegają przez miejscowości Tepalcatlalpan i Xochimanca.
W 2006 roku wznowiono prace nad budową przecinającej stolicę z północy na południe trasy Eje Troncal Metropolitano, która ma łączyć Xochimilco z Atzacoalco na północy Dystryktu Federalnego. W ramach tego projektu powstały już liczne wiadukty, dzięki którym trasa Eje 3 Oriente przekształciła się w drogę szybkiego ruchu, jednak żadna z tych prac nie została wykonana na terenie Xochimilco.

### Transport
Transport pomiędzy Xochimilco i pozostałymi częściami miasta Meksyk odbywa się głównie za pośrednictwem komunikacji autobusowej. Sieć połączeń autobusowych tworzą liczne linie, na które udzielono koncesji podmiotom prywatnym lub zależnej od rządu Dystryktu Federalnego firmie o nazwie Sistema de Transporte Público (z hiszp. „System Transportu Publicznego”). Cena jednego biletu bez limitu odległości w autobusach Sistema de Transporte Público wynosi 2 meksykańskie peso, tj. około 54 groszy (kurs z lutego 2007). Taryfa przejazdu autobusami innych przewoźników waha się między 2,5 a 5 meksykańskich peso, w zależności od pory i długości trasy. Główne trasy przejazdu autobusów przebiegają z centrum Xochimilco drogą Tlalpan do Centrum Historycznego miasta Meksyk oraz z Xochimilco do miejscowości w górach i w Milpa Alpa.
Xochimilco posiada również stacje lekkiej kolejki miejskiej (hiszp. Tren Ligero). Jest to linia tramwajowa zależna od zarządzanej przez władze miasta firmy Sistema de Transportes Eléctricos de la ciudad de México (STE, hiszp. „System Kolei Elektrycznych miasta Meksyk”). Na północy końcowy przystanek tej linii znajduje się w pobliżu końcowej stacji linii metra nr 2 (stacja Tasqueña), skąd kolejka dociera do centrum Xochimilco, niedaleko katedry. Cena jednego przejazdu wynosi 2 peso meksykańskie (około 54 groszy) od osoby.

### Szkolnictwo
W dzielnicy Xochimilco znajduje się tylko jedna uczelnia wyższa: Escuela Nacional de Artes Plásticas de Xochimilco (ENAP-X, hiszp. „Narodowa Szkoła Sztuk Plastycznych w Xochimilco”), utworzona w Santiago Tepalxa na terenie ofiarowanym przez Dolores Olmedo. Uczelnia ta jest częścią Narodowego Uniwersytetu Autonomicznego Meksyku (UNAM, Universidad Nacional Autónoma de México) i oferuje dwa kierunki licencjackie (w dziedzinach sztuk wizualnych, projektowania i komunikacji wizualnej) oraz jeden kierunek magisterski. Xochimilkański oddział Universidad Autónoma Metropolitana (UAM-X, hiszp. „Autonomiczny Uniwersytet Metropolitarny”) należy do dzielnicy Coyoacán, chociaż znajduje się na granicy tej dzielnicy z Tlapan i Xochimilco.
Jeśli chodzi o edukację na poziomie licencjackim, na terenie Xochimilco znajduje się placówka Escuela Nacional Preparatoria (ENP, hiszp. „Narodowej Szkoły Przygotowawczej”) w La Noria, placówka Colegio de Bachilleres i dwie placówki Colegio Nacional de Educación Profesional Técnica (Conalep, hiszp. „Narodowej Uczelni Nauczania Zawodów Technicznych”). W Tepepan znajdują się również dwie placówki, nr 39 i 49, Centro de Estudios Tecnológicos, Industriales y de Servicios (CETIS, hiszp. „Centrum Studiów Technologicznych, Przemysłowych i Usługowych”)

### Służba zdrowia
W 2000 roku Xochimilco zamieszkiwało 369 787 osób. Spośród nich, około 190 000 osób nie miało żadnego ubezpieczenia zdrowotnego. Meksykański zakład ubezpieczeń społecznych, Instituto Mexicano del Seguro Social (IMSS, hiszp. „Meksykański Instytut Ubezpieczeń Społecznych”), nie ma w dzielnicy swojego przedstawicielstwa, a Instituto de Seguridad y Servicios Sociales para los Trabajadores al Servicio del Estado (ISSSTE, hiszp. „Instytut Ubezpieczeń i Usług Społecznych dla Pracowników Administracji”) posiada tylko jedną klinikę medycyny ogólnej. Jedyny szpital na terenie Xochimilco, zarządzany przez Secretaría de Salud del Distrito Federal (SS-DF, hiszp. „Wydział Zdrowia Dystryktu Federalnego”), dysponuje trzema oddziałami: pediatrii, położnictwa i ostrego dyżuru.
Poza tym lokalne centrum opieki zdrowotnej w Xochimilco, Jurisdicción Sanitaria de Xochimilco, zależne od SS-DF, świadczy usługi medyczne w 20 ośrodkach zdrowia rozmieszczonych na całym terytorium dzielnicy. Jak we wszystkich placówkach należących do SS-DF, w tych przychodniach opieka medyczna jest darmowa, nie trzeba również płacić za niektóre leki i usługi kliniczne.

### Kultura
Władze dzielnicy zarządzają dziesięcioma publicznymi instytucjami kulturalnymi, takimi jak centra kultury i domy kultury. Na terenie dzielnicy znajduje się także dwadzieścia bibliotek publicznych, z których największą jest Biblioteca Central Delegacional (hiszp. „Centralna Biblioteka Dzielnicy”), znajdująca się w historycznym centrum Xochimilco. Własne ogólnodostępne biblioteki posiadają również szkoły publiczne należące do UNAM, a w przypadku Escuela Nacional de Artes Plásticas jest to biblioteka zawierająca książki z zakresu sztuki i projektowania.
W dzielnicy Xochimilco znajduje się tylko jedno państwowe muzeum zlokalizowane w miejscowości Santa Cruz Acalpixca. Znajduje się w nim kolekcja przedmiotów związanych z indiańskim ośrodkiem kultu w Cuailama. Poza tym bardzo wartościową kolekcją może poszczycić się Muzeum Dolores Olmedo Patiño w miejscowości La Noria. W tym muzeum znajdują się liczne dzieła Diego Rivery (Dolores Olmedo była jego modelką), a także Fridy Kahlo. Dodatkową atrakcją jest sam budynek muzeum, zachowujący styl architektury dziewiętnastowiecznej, po którego patiach przechadzają się pawie i psy xoloitzcuintle Obok muzeum znajduje się Forum Carlosa Pellicera, gdzie wystawia się sztuki teatralne.
Jak w całym Meksyku, w Xochimilco Dzień Zmarłych obchodzi się zupełnie odmiennie niż w Polsce. Dzień ten przebiega jako wielka fiesta. Zamiast koloru czarnego, który zwykle kojarzy się ze śmiercią, na ulicach i placach w dzielnicy Xochimilco pojawiają się kolory znacznie bardziej jaskrawe i świadczące o radości z owego święta.
| Święto Zmarłych w Xochimilco                                      |                                                                                     |                                                                                                |
|                                                                   |                                                                                     |                                                                                                |
| Dekoracja przygotowana przez pracowników administracji Xochimilco | Aksamitki wyniosłe (Cempazúchitl) obecne na wszystkich regionalnych uroczystościach | Dekoracja przygotowana przez studentów wydziału CCH Sur Narodowego Uniwersytetu Autonomicznego |

## Światowe Dziedzictwo Kultury

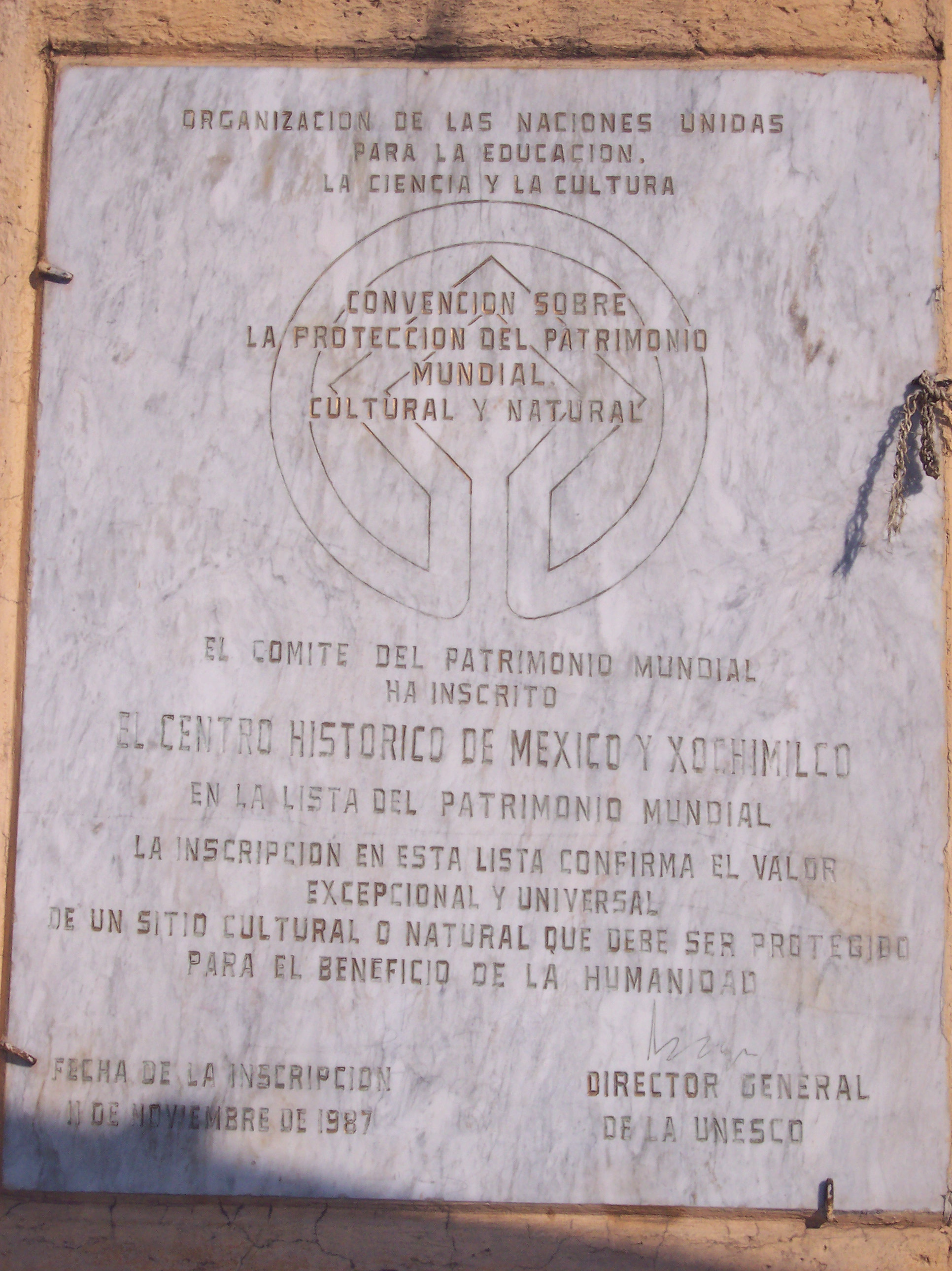
Tablica przekazana na pamiątkę deklaracji UNESCO o wpisaniu Xochimilco na listę światowego dziedzictwa

Tłumaczenie napisu na tablicy przekazanej przez UNESCO:
| ORGANIZACJA NARODÓW ZJEDNOCZONYCH DO SPRAW EDUKACJI NAUKI I KULTURY KONWENCJA OCHRONY ŚWIATOWEGO DZIEDZICTWA KULTUROWEGO I NATURALNEGO KOMITET ŚWIATOWEGO DZIEDZICTWA WPISAŁ CENTRUM HISTORYCZNE MEKSYKU I XOCHIMILCO NA LISTĘ ŚWIATOWEGO DZIEDZICTWA WPISANIE NA TĘ LISTĘ POTWIERDZA WARTOŚĆ WYJĄTKOWĄ I UNIWERSALNĄ MIEJSCA KULTUROWEGO LUB NATURALNEGO, KTÓRE POWINNO BYĆ CHRONIONE DLA DOBRA CAŁEJ LUDZKOŚCI |                           |
| DATA PODPISANIA 11 LISTOPADA 1987 | DYREKTOR GENERALNY UNESCO |

## Turystyka

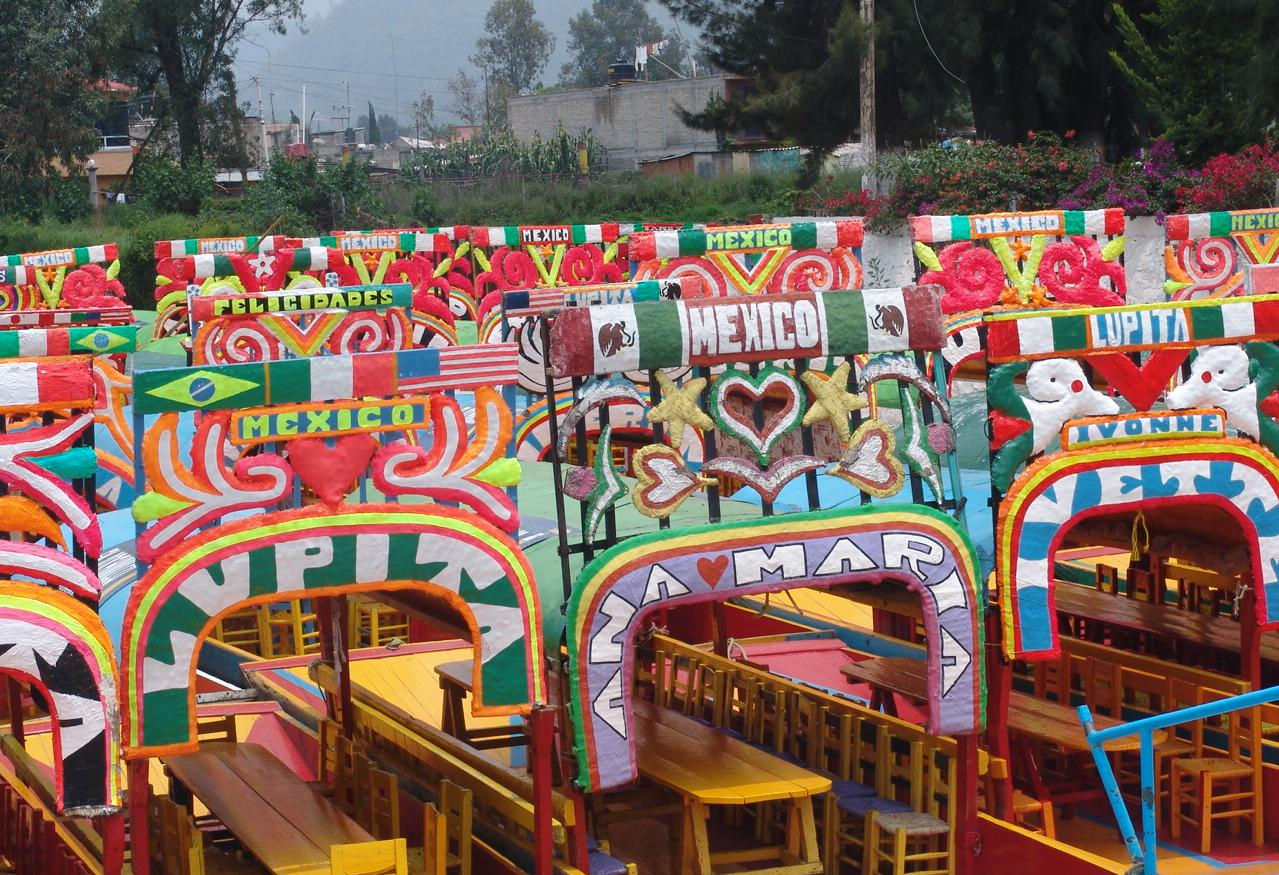
Typowe łodzie chalupas i trajineras w Xochimilco

Xochimilco jest jednym z najczęściej odwiedzanych przez turystów krajowych i zagranicznych miejsc w stolicy Meksyku. Do głównych atrakcji turystycznych należą kanały, po których można pływać na pokładach łódek zwanych trajineras, delektując się typowymi potrawami kupionymi w pobliżu przystani. Do dziś zachowało się jeszcze wiele kanałów, można również zwiedzać Park Ekologiczny, który został wpisany na Listę Światowego Dziedzictwa UNESCO. Łodzie trajineras zwykle ozdabiane są szyldami z motywami kwiatowymi, układającymi się w litery imion żeńskich.